# Althepus christae
Espèce
Althepus christae est une espèce d'araignées aranéomorphes de la famille des Psilodercidae.

## Distribution
Cette espèce est endémique du Yunnan en Chine,. Elle se rencontre dans le xian de Mengla.

## Description
Le mâle holotype mesure 3,00 mm et la femelle paratype 3,40 mm.

## Étymologie
Cette espèce est nommée en l'honneur de Christa Laetitia Deeleman-Reinhold.

## Publication originale
- Wang & Li, 2013 : Four new species of the subfamily Psilodercinae (Araneae: Ochyroceratidae) from southwest China. Zootaxa, no 3718, p. 39-57.